# Butamirat
Butamirat (INN) ist ein Arzneistoff, der als Antitussivum (Hustenstiller) in einigen europäischen Ländern und Mexiko, nicht aber in den Vereinigten Staaten vermarktet wird.
Es wird in Form von Lutschtabletten, Sirup, Dragees oder Pastillen verkauft. Zu den unerwünschten Wirkungen können Übelkeit, Durchfall, Schwindel und Exanthem gehören. Pharmazeutisch wird der Wirkstoff in Form des Citronesäuresalzes Butamiratcitrat eingesetzt. Es ähnelt strukturell anderen Hustenstillern wie Pentoxyverin oder Oxeladin.
Butamirat wirkt im „Hustenzentrum“ in der Medulla oblongata (Markhirn). Eine Untersuchung hat gezeigt, dass es im Meerschweinchenhirn mit hoher Affinität an die Dextromethorphan-Bindungsstelle bindet.

## Handelsnamen
Codimin (GR), Tusamol (TR), NeoCitran (CH)

## Externe Links zu erwähnten Verbindungen
1. ↑  Externe Identifikatoren von bzw. Datenbank-Links zu Butamiratcitrat:  CAS-Nr.: 18109-81-4, EG-Nr.: 242-006-8, ECHA-InfoCard: 100.038.173, PubChem: 28891, ChemSpider: 26872, Wikidata: Q27264132.